# Jeongeup
Jeongeup-si (정읍시) ist eine Großstadt mit 113.415 Einwohnern (Stand: 2019) in der Provinz Jeollabuk-do in Südkorea.

## Wirtschaft
Touristisch interessant sind der nahegelegene Naejangsan-Nationalpark und die im Jahr 2004 eröffnete Donghak Peasants Revolution Memorial Hall zur Erinnerung an den Auslöser des Chinesisch-Japanischen Krieges.
In der an der Nationalstraße NR22 liegenden Stadt befindet sich das Jeonbuk Science College.

## Persönlichkeiten
- Kim Yi-su (* 1953), Verfassungsrichter
- Choi Yo-sam (1972–2008), Boxer
- Jang Ja-yeon (1980–2009), Schauspielerin
- Yoo Yeon-seong (* 1986), Badmintonspieler

## Partnerstädte
Jeongeup listet folgende sechs Partnerstädte auf:
| Stadt          | Land                         | seit |
| -------------- | ---------------------------- | ---- |
| Gangseo, Seoul | Südkorea                     | 2016 |
| Jongno         | Seoul, Südkorea              | 1999 |
| Namyangju      | Gyeonggi, Südkorea           | 2015 |
| Narita         | Chiba, Japan                 | 2002 |
| Sacheon        | Gyeongsangnam, Südkorea      | 1999 |
| Sokcho         | Gangwon, Südkorea            | 1996 |
| Suseong, Daegu | Gyeongsangbuk, Südkorea      | 1999 |
| Xuzhou         | Jiangsu, Volksrepublik China | 2000 |